# Bosc-Mesnil
Bosc-Mesnil település Franciaországban, Seine-Maritime megyében. Lakosainak száma 329 fő (2022. január 1.). Bosc-Mesnil Bradiancourt, Esclavelles, Massy, Maucomble, Neufbosc, Saint-Martin-Osmonville és Saint-Saëns községekkel határos.

## Népesség
A település népességének változása:
| Lakosok száma | 301  | 308  | 315  | 312  | 315  | 317  | 318  | 325  | 329  |
|               | 2013 | 2015 | 2016 | 2017 | 2018 | 2019 | 2020 | 2021 | 2022 |